# Hinaldat 4-oksidoreduktaza
Hinaldat 4-oksidoreduktaza (EC 1.3.99.18, hinaldinska kiselina 4-oksidoreduktaza) je enzim sa sistematskim imenom hinolin-2-karboksilat:akceptor 4-oksidoreduktaza (hidroksilacija). Ovaj enzim katalizuje sledeću hemijsku reakciju
hinaldat + akceptor +H2O {\displaystyle \rightleftharpoons } kinurenat + redukovani akceptor
Ovaj enzim iz Pseudomonas sp. takođe deluje na hinolin-8-karboksilat, dok enzim iz Serratia marcescens 2CC-1 oksiduje nikotinat. Hinaldat je supstrat oba enzima.

## Literatura
- Nicholas C. Price; Lewis Stevens (1999). Fundamentals of Enzymology: The Cell and Molecular Biology of Catalytic Proteins (Third изд.). USA: Oxford University Press. ISBN 019850229X.
- Eric J. Toone (2006). Advances in Enzymology and Related Areas of Molecular Biology, Protein Evolution (Volume 75 изд.). Wiley-Interscience. ISBN 0471205036.
- Branden C; Tooze J. Introduction to Protein Structure. New York, NY: Garland Publishing. ISBN 0-8153-2305-0.
- Irwin H. Segel. Enzyme Kinetics: Behavior and Analysis of Rapid Equilibrium and Steady-State Enzyme Systems (Book 44 изд.). Wiley Classics Library. ISBN 0471303097.

## Spoljašnje veze
- Quinaldate+4-oxidoreductase на 